# 1486년

## 연호
- 명(明) 성화(成化) 22년
- 일본(日本) 분메이(文明) 18년
- 후 레 왕조(後黎朝) 홍득(洪德) 17년

## 기년
- 류큐(琉球) 쇼신왕(尚真王) 10년
- 명(明) 헌종 성화제(憲宗 成化帝) 22년
- 조선(朝鮮) 성종(成宗) 17년
- 후 레 왕조(後黎朝) 성종(聖宗) 27년

## 사건
- 6월 22일 - 조선, 여외 정병(旅外正兵)을 혁파하여 보인(保人)으로 하도록 함.(음력 5월 21일)

## 탄생
- 9월 20일 - 영국의 왕족 아서 튜더. (~1502년)

### 미상
- 조선 중기의 성리학자, 문신 김정(金淨). (~1521년)

## 사망
- 6월 22일 - 조선의 왕족 효령대군. (1396년~)